# Архит Тарентский
Архи́т Та́рентский (др.-греч. Ἀρχύτας ὁ Ταραντίνος, лат. Archytas; между 435 и 410 годами до н. э. — между 360 и 350 годами до н. э.) — философ-пифагореец, математик и механик, теоретик музыки, государственный деятель и полководец.
Среди греческих философов и учёных Архит занимал особое место, так как сочетал научную деятельность с управлением войсками и государством. Архит известен в том числе своей дружбой с Платоном. Они познакомились в 388/387 году до н. э., когда Платон впервые посетил южную Италию и Сицилию. Как античные источники, так и современные антиковеды представляют их взаимоотношения как дружеские. О степени влияния одного философа на другого существуют две противоположные точки зрения. По одной из них Платон обучался у Архита, перенял у него знания пифагорейской школы. Архит стал прототипом идеального царя-философа, которого описывал Платон в «Государстве». По второй версии Архит был учеником Платона и обязан ему своими успехами в Таренте.
В историю науки вошёл благодаря решению задачи удвоения куба, как основоположник оптики и механики, один из первых теоретиков музыки, автор классического довода в пользу бесконечности Вселенной.

## Биография
Согласно Аристоксену отца Архита звали Гестией, Диогену Лаэртскому — Мнесагор, Суде — Гестией, Мнесарх или Мнасагет. Современные антиковеды считают информацию из трудов Аристоксена более достоверной. Варианты Мнесагор, Мнесарх и Мнасагет созвучны имени отца Пифагора. Архит родился между 435 и 410 годами до н. э. Семья Архита была богатой, владела крупными сельскохозяйственными угодьями и рабами в южноиталийском городе Таренте.
Цицерон называет учителем Архита философа-пифагорейца Филолая. Римский писатель I века н. э. Валерий Максим писал, что Архит стал пифагорейцем в Метапонте. Этот южноиталийский город был одним из главных центров данного философского движения. В нём в конце V века до н. э. жил Пифагор. Хоть Архит и испытал несомненное влияние последователей Пифагора, его воспринимали в качестве самостоятельного мудреца и философа. Аристотель выделял собственные взгляды Архита и почерпнутые из учения пифагорейцев. Несмотря на большое уважение, которым пользовался Архит при жизни, ему не удалось создать собственной школы. Из учеников тарентийского философа известным стал лишь Евдокс Книдский.
Архит занимает особое место среди древнегреческих учёных и философов. Научную деятельность он сочетал с занятием военных должностей. Семь раз его избирали стратегом, тогда как по закону эту должность нельзя было занимать два раза. Таким образом граждане стремились предотвратить появление тирании. По всей видимости данная законодательная норма была отменена Народным собранием. Это свидетельствует о необычайном доверии тарентинцев к Архиту. На этой должности он показал свой талант:
Аристоксен говорит, что в своё военачальство он ни разу не потерпел поражения; а однажды, когда ему стали завидовать, он отказался от начальства, и войско тотчас было разбито.
В настоящее время ничего не известно о деталях восхождения Архита к власти стратега-автократора, который мог единолично принимать важные решения военного и дипломатического характера. По всей видимости военные действия Архит вёл во главе союза греческих полисов южной Италии против луканов и мессапов.

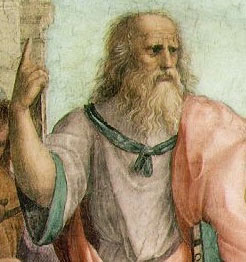
Архита с Платоном связывали дружба. Согласно современным оценкам прототипом идеального царя-философа в «Государстве» был Архит

Архит известен в том числе своей дружбой с Платоном. Они познакомились в 388/387 году до н. э., когда Платон впервые посетил южную Италию и Сицилию. Как античные источники, так и современные антиковеды представляют их взаимоотношения дружескими. О степени влияния одного философа на другого существуют две противоположные точки зрения. По одной из них Платон обучался у Архита, перенял у него знании пифагорейской школы. Архит стал прототипом идеального царя-философа, которого описывал Платон в «Государстве». По второй версии Архит был учеником Платона и обязан ему своими успехами в Таренте.
В седьмом письме Платона афинский философ описывает обстоятельства своего третьего путешествия на Сицилию. В нём он указывает, что Архит просил Платона приехать в Сиракузы к тирану Дионисию Младшему. Тарентийский политик писал, что новый тиран Сиракуз имеет пристрастие к философии и Платон может оказать на него благотворное влияние. Однако вместо царя-философа Платон встретил малообразованного человека, который по сути сделал Платона пленником при своём дворе. Афинский философ так охарактеризовал молодого тирана: «если кто от природы туп, а таково состояние души большинства людей в отношении учения и так называемого воспитания нравов, или же способности его угасли, то сам Линкей не мог бы сделать таких людей зрячими».
В 361 году до н. э. в ситуацию был вынужден вмешаться Архит. Он отправил в Сиракузы посольство во главе с неким Ламиском. Под влиянием требования от руководителя могущественного союза греческих городов южной Италии Дионисий отпустил Платона домой. Афинский философ покинул Сицилию на судне, которое отправил за ним Архит.
Архит умер около 350 года до н. э. На основании оды (книга I, 28) Горация «К Архиту» антиковеды делают предположение, что тарентийский учёный и политик погиб при кораблекрушении в Адриатическом море.

## Научная деятельность

### Математика

Удвоение куба — одна из самых ранних геометрических задач, которые занимали математиков Античности

Задача об удвоении куба известна ещё с Античности. Она относится к одной из самых известных неразрешимых задач на построение с использованием циркуля и линейки. Существуют две легенды о её происхождении. Согласно первой, на острове Делос началась эпидемия чумы. Жители острова обратились к Дельфийскому оракулу. Пифия ответила, что для прекращения эпидемии жителям необходимо удвоить золотой жертвенник Аполлона, который имел форму куба. Островитяне изготовили два жертвенника и установили один на другой. Однако эпидемия не прекращалась. На повторный вопрос пифия ответила, что задача не была разрешена, так как надо было удвоить жертвенник не изменяя его кубической формы. Тогда жители Делоса обратились к знаменитому философу и математику Платону. Тот ответил: «Боги, вероятно, недовольны вами за то, что вы мало занимаетесь геометрией». Однако и он не смог решить поставленную задачу.
По второй легенде, царь Крита Минос повелел установить памятник своему погибшему сыну Главку. Архитекторы создали куб с длиной ребра в 100 локтей. Царь остался недовольным и приказал удвоить куб, чем поставил архитекторов в затруднительное положение. Они обратились к учёным, однако и те не смогли решить поставленную задачу.
Впервые задачу об удвоении куба решил математик V века до н. э. Гиппократ Хиосский. Он нашёл, что ребро удвоенного куба в {\displaystyle {\sqrt[{3}]{2}}\approx 1{,}259921} раз больше ребра исходного куба.
Архит предложил собственное решение задачи об удвоении куба. Оно дошло до современников из комментария Евтокия ко второй книге трактата Архимеда «О шаре и цилиндре». Со ссылкой на «Историю геометрии» Евдокса Книдского. Евтокий приводит найденное Архитом решение задачи об удвоении куба. Голландский математик и один из крупнейших специалистов по истории математики Б. Л. Ван дер Варден (1903—1996) так охарактеризовал решение Архита: «Разве это не замечательно? Архита, должно быть, осенило некоторое поистине божественное вдохновение, когда он нашёл это построение».
Решение Архита

К решению Архита задачи об удвоении куба

Обозначим длину ребра удваиваемого куба {\displaystyle G} и отрезок {\displaystyle AD,} который больше {\displaystyle G} в два раза. На большем отрезке {\displaystyle AD,} как на диаметре, построим окружность. На этой окружности проведём хорду {\displaystyle AB} равную {\displaystyle G.} Продолжив прямую {\displaystyle AB} до пересечения с касательной к кругу в точке {\displaystyle D} в точке {\displaystyle P.} Далее проведём параллельную прямой {\displaystyle PD} прямую {\displaystyle BEZ.} Далее, на полукруге {\displaystyle ABD} построим полуцилиндр, а на отрезке {\displaystyle AD} вертикальный, перпендикулярный кругу {\displaystyle ABDZ} полукруг, так называемый «первый вертикальный полукруг». Если вращать первый вертикальный полукруг от точки {\displaystyle D} к точке {\displaystyle J} при неподвижной {\displaystyle A,} то полукруг высечет на прямом полуцилиндре кривую линию, также называемую кривой Архита.
Если теперь будем вращать этот первый вертикальный полукруг от точки {\displaystyle D} к точке {\displaystyle J,} оставляя его все время вертикальным, вокруг образующей полуцилиндра, проходящей через точку {\displaystyle A,} считая эту точку неподвижной, то полукруг на указанном выше прямом полуцилиндре высечет некоторую кривую линию. При вращении {\displaystyle \bigtriangleup ADP} от точки {\displaystyle P} к точке {\displaystyle L} прямая {\displaystyle AP} опишет полуконус, а точка {\displaystyle B} опишет полукруг {\displaystyle BMZ} или «второй вертикальный полукруг». Этот полуконус пересечёт полученную кривую в точке {\displaystyle K,} которая будет соответствовать точке {\displaystyle J} на круге {\displaystyle ABD.} Хорда {\displaystyle AJ} пересечёт {\displaystyle BZ} в точке {\displaystyle T,} а {\displaystyle AL} «второй вертикальный полукруг» в точке {\displaystyle M}.
По теореме о перпендикуляре, опущенном из точки окружности на диаметр, будем иметь:
| {\displaystyle MT^{2}=BT\cdot TZ,} | (1) |
| {\displaystyle BT\cdot TZ=AT\cdot TJ,} | (2) |
| {\displaystyle MT^{2}=AT\cdot TJ.} | (3) |
Из (3) следует, что {\displaystyle \angle AMJ,} {\displaystyle \angle AKJ} прямые. Из этого следует, что {\displaystyle \triangle AMJ\sim \triangle AKJ\sim \triangle AJK.} Соответственно:
{\displaystyle {\frac {AM}{AJ}}={\frac {AJ}{AK}}={\frac {AK}{AJ}}.}
Так как {\displaystyle AM=AB,\ } а {\displaystyle AD=AF,\ } получим {\displaystyle {\frac {AB}{AJ}}={\frac {AJ}{AK}}={\frac {AK}{AD}}.} Если, согласно первоначальному условию, {\displaystyle AB} соотносится к {\displaystyle AD,} как {\displaystyle a} к {\displaystyle 2a,} а отрезки {\displaystyle AJ} и {\displaystyle AK} обозначить соответственно через {\displaystyle x} и {\displaystyle y,} то получим:
{\displaystyle {\frac {a}{x}}={\frac {x}{y}}={\frac {y}{2a}}.}
Так как для двух отрезков {\displaystyle a} и {\displaystyle 2a} найдены два средних пропорциональных {\displaystyle x} и {\displaystyle y,} следовательно, {\displaystyle x=AJ} и будет ребром удвоенного куба.

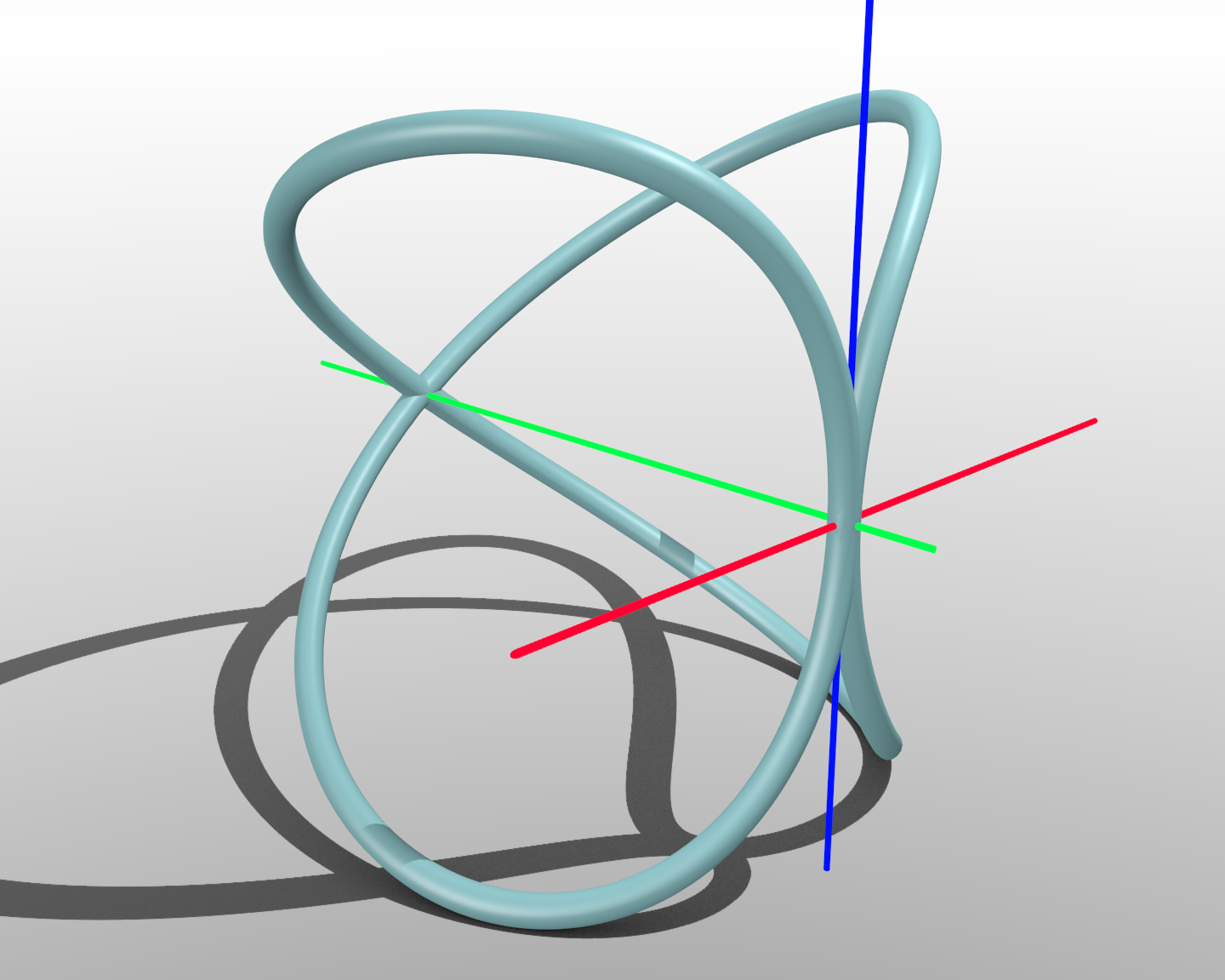
Кривая Архита

Это решение, самое первое в истории математики, основано на отыскании точки пересечения трёх поверхностей — конуса, цилиндра и тора.
Кривая восьмого порядка, образованная пересечением тора с цилиндром — кривая Архита — получила название в честь учёного.
Кроме решения задачи об удвоении куба, Боэций приписывает Архиту утверждение, что для {\displaystyle a} и {\displaystyle b}, где {\displaystyle a=b+1,} между {\displaystyle a} и {\displaystyle b} невозможно поставить среднее геометрическое. В современных интерпретациях это означает, что существуют иррациональные пропорции, которые нельзя выразить в виде рационального числа. Квадратный корень {\displaystyle {\sqrt {(n+1)/n}}} является иррациональным числом при любом натуральном {\displaystyle n}.

### Физика

#### Оптика
Древнеримский писатель II века н. э. Апулей, предположительно основываясь на информации из трудов Архимеда, упомянул в Апологии оптическую теорию Архита. В Античности существовало две гипотезы зрения и феномена зеркального отображения. Согласно первой, всё вокруг испускает «атомы», которые попадают в глаз и передают человеку форму объекта из которого они происходят. Зеркальное отображение вызвано тем, что отражающая поверхность обладает свойством отбрасывать атомы назад. По другой гипотезе, которой придерживался Архит, глаз испускает лучи, которые входят в контакт с объектами внешнего мира и отражаются от них. Оптическое впечатление согласно данной гипотезе создаётся за счёт отражённых от объекта лучей, которые вновь попали в глаз.
Пифагорейцы уделяли большое внимание оптике. Они стремились описать зрение с помощью геометрических фигур. Согласно современным представлениям именно Архит был пионером данного направления.

#### Акустика
Архит предложил теорию акустики. Условием возникновения звука он считал движение тела. Тот факт, что одни шумы можно слышать, а другие нет, он объяснял исходя из того, что звук представляет собой некую форму материи. Если шум не слышен, то это по мнению Архита обозначает, что столкновение производящих звук предметов слишком слабое, либо расстояние до источника шума слишком велико, либо звук настолько объёмен, что не помещается в слуховой проход и таким образом не может проникнуть в узкий наружный слуховой проход. К таковым по всей видимости он относил создаваемую вращением планет и звёзд музыку гармонии сфер.
Различия в высоте звука Архит объяснял его скоростью. Чем медленнее звук, тем глуше он кажется слушателю. Для обоснования данных утверждений Архит приводил примеры метательного оружия, духовых инструментов и человеческого голоса. При большей силе выстрела звук будет выше, для достижения высокого звука человеку нужно приложить большее усилие, звук из более длинного духового инструмента ниже, так как ему придётся пройти большее расстояние. Идея Архита о том, что высота звука зависит от его скорости стала общепринятой в Античности.

#### Механика
Архит в Античности считался основоположником механики. Согласно Диогену Лаэртскому он первым «упорядочил механику, приложив к ней математические основы, и первый свёл движение механизмов к геометрическому чертежу». Согласно Плутарху Архит с Евдоксом первыми положили начало искусству строительства механических орудий. Современные учёные не находят никаких подтверждений изобретения Архитом военных машин.
Древнеримский писатель II века н. э. Авл Геллий со ссылкой на Фаворина писал, что Архит создал летающего деревянного голубя. Конструкция имела систему противовесов и приводилась в движение «заключённым внутри [него] и невидимым воздухом». Современные учёные создали несколько реконструкций архитова голубя, показав, что принципиально он был возможен.
Аристотель в книге «Политика» писал, что Архит создал погремушку, «которую дают малым детям, чтобы они, занимаясь ею, не ломали ничего из домашних вещей: ведь то, что молодо, не может оставаться спокойным».

### Музыка
Ценные фрагменты учения Архита о музыке содержатся в «Гармонике» Птолемея, в комментарии Порфирия на «Гармонику» Птолемея, в «Арифметике» Никомаха, в «Музыке» Боэция. Архитово утверждение что для {\displaystyle a} и {\displaystyle b}, где {\displaystyle a=b+1,} между {\displaystyle a} и {\displaystyle b} невозможно поставить среднее геометрическое получило отображение в музыке. Он разработал математическую теорию гармонических интервалов для всех трёх тетрахордов (диатонического, хроматического и энармонического).
Согласно предположениям Б. Л. Ван дер Вардена, VIII книга «Начал» Евклида, а также входящий в евклидовский корпус трактат «Деление канона» написаны на основе сочинений Архита. Другие исследователи считают утверждение спорным. В любом случае Архита можно называть одним из первых теоретиков музыки.

### Космология
Архиту принадлежит классический довод в пользу бесконечности Вселенной:
«Окажись я на краю Вселенной, то есть на сфере неподвижных звёзд, мог бы я вытянуть вовне руку или палку в ней? Допущение, что не мог бы вытянуть, нелепо. Но если вытяну, тогда то, что вовне, окажется либо телом, либо местом (что совершенно безразлично). Таким образом, сколько раз не допускай границу Вселенной, всякий раз мы будем аналогичным образом подходить к ней и задавать тот же самый вопрос».

## Философия
По словам Архита, самый губительный бич, какой природа только могла дать людям, — плотское наслаждение; страсти, жаждущие этого наслаждения, безрассудно и неудержимо стремятся к удовлетворению; отсюда случаи измены отечеству, отсюда случаи ниспровержения государственного строя, отсюда тайные сношения с врагами; словом, нет преступления, нет дурного деяния, на которые страстное желание плотского наслаждения не толкнуло бы человека; что касается кровосмешений, прелюбодеяний и всяческих подобных гнусностей, то все они порождаются одной только жаждой наслаждения; в то время как самое прекрасное, что́ человеку даровала природа или какое-нибудь божество, — это разум, ничто так не враждебно этому божественному дару, как плотское наслаждение; ведь при господстве похоти нет места для воздержности, да и вообще в царстве наслаждения доблесть утвердиться не может. Чтобы легче понять это, Архит советовал вообразить себе человека, охваченного столь сильным плотским наслаждением, какое только возможно испытать; по его мнению, ни для кого не будет сомнений в том, что этот человек, пока будет испытывать такую радость, ни над чем не сможет задуматься и ничего не постигнет ни разумом, ни размышлением; поэтому ничто не достойно такого глубокого презрения, какого достойно наслаждение, раз оно, будучи сильным и продолжительным, способно погасить свет духа.
Архит, хоть и был младше Сократа, которого пережил на несколько десятилетий, относится к философам-досократикам. Его взгляды были основаны на более старой традиции, которая не подпала под влияние философии Сократа.
Архит считал науку о числах, которую он называл «логистикой», основой науки, подчёркивал её приоритет над геометрией. В оценке математики взгляды Архита были близки с платоновскими. В отличие от Платона, который рассматривал изучение данной науки как подготовку к познанию философии, Архит относился к математике, как к основе познания мира. Более того, он разделял области умственного и чувственного познания. Арифметика была важна для Архита и с политической точки зрения. Ему казалось, что с помощью науки о числах возможно найти формулы для сбалансированного распределения собственности и разных благ среди граждан. Это по мнению Архита позволило бы избежать кровопролитных восстаний, которые часто сотрясали греческие полисы.
В произведениях Архита впервые прозвучало слово «μαθήματα». Античный философ понимал под «математикой» то, что изучено, либо может быть изучено. В его понимании, к «математике» кроме арифметики и геометрии относятся астрономия и музыка. Эти четыре науки Архит называл сестринскими:
Знатоки математических наук пришли к верному познанию и нет ничего странного в том, что они правильно судят о свойствах всех отдельных вещей. Ибо, раз они верно познали природу Вселенной, то должны были верно усмотреть и свойства отдельных вещей. И о скорости звезд, и о восходах и заходах передали они нам точные познания, и о геометрии, и о числах, и в не меньшей степени о музыке. Думается, что науки эти — родные сестры, ибо они занимаются двумя первоначальными родственными видами сущего
В этике Архит уделял особое внимание требованию, чтобы человек всегда действовал сознательно и не поступал спонтанно на основе эмоций. Также Архит считал непозволительным для разумного человека чем-либо затуманивать свой разум.

## Сочинения
В античных источниках отсутствует информация о списке работ Архита. До наших дней дошло большое количество текстов, чьё авторство приписывается Архиту. Подавляющее большинство из них антиковеды считают ложными. В целом это характерно для всех текстов ранних пифагорейцев. Большая часть подделок была создана по меркантильным соображениям. Текст «редкой» работы известного пифагорейца мог принести создателю крупную сумму. Эти псевдопифагорейские тексты использовали идеи Платона и Аристотеля. Большинство трактатов было написано в промежутке между 150 годом до н. э. и 100 годом н. э. в Риме и Александрии. Один из наиболее полных сборников сохранившихся псевдопифагорейских текстов 1965 года под редакцией профессора Х. Теслеффа на 20 % состоит из приписываемых Архиту сочинений. Это свидетельствует о большом интересе к учёному в Античности. Согласно современным оценкам именем Архита было озаглавлено в десять раз больше поддельного, чем подлинного материала.
Исходя из сохранившихся фрагментов сочинений Архита в различных античных источниках историки делают выводы о существовании следующих работ:
- «О математике» или «О математических науках»;
- «Гармоника»;
- «О музыке»;
- «Диатрибы»;
- «О декаде»;
- «О флейтах»;
- «О машине»;
- «О земледелии»;
- «Общие слова».

## Память
В Средние века Архита стали изображать одним из великих древних мудрецов и волшебников.
В XVI и XVII веках внимание учёных привлекло свидетельство Авла Геллия о создании Архитом искусственного голубя. Это архитово летающее устройство пытались безуспешно воспроизвести Афанасий Кирхер, Каспар Шотт и Рене Декарт. В этот период Архита начинают считать основоположником механики.
Архит один из главных героев романа «История Агафона» 1776—1777 годов Кристофа Мартина Виланда. В произведении автор описывает картину идеального полиса-государства Тарента под руководством Архита. В романе он выведен практичным мудрецом, чья философия ограничена практическими истинами, которые можно постичь с помощью разума. Одновременно его миропонимание контрастирует с таковым Платона, чьи метафизические рассуждения выходят за пределы человеческого понимания.
Современные учёные высоко оценивают вклад Архита в развитие науки, хоть и подчёркивают неопределённость авторства приписываемых ему утверждений. Антиковед П. Вуйлемьер в монографии об античном Таренте описал Архита гением-новатором, первым и самым прекрасным примером философа при власти. М. Тимпанаро-Кардини отмечала широту спектра интересов и ясность мышления античного учёного. Майлс Бернит охарактеризовал Архита как блестящего математика и основоположника оптики. Российский историк Л. Я. Жмудь охарактеризовал Архита, как «редкий пример выдающегося математика и оригинального мыслителя, который добился успеха в управлении государством».
С этими и другими положительными оценками вклада Архита в развитие науки контрастирует мнение голландского математика Б. Л. Ван дер Вардена. Учёный в книге «Пробуждающаяся математика» 1950 года писал, что «когда [мы] проникнем поглубже в его [Архита] образ мышления … заметим, какой странный контраст представляли его гениальные идеи, его творческое воображение, великолепное мастерство, которым он владел, с одной стороны, а с другой, — его логические промахи, его неумение выражаться точно и ясно, его погрешности в рассуждении и многословие». Учёный отмечал не только «невыносимое многословие», но и путаницу в его рассуждениях. По мнению Ван дер Вардена рассуждения Архита не всегда логичны: так, к примеру, он путает быстроту движения, которое производит звук, со скоростью распространения самого звука. В результате Архит сделал неверные выводы из правильных по сути наблюдений.
Именем Архита в 1935 году назвали один из лунных кратеров.